# Kaladjinskaïa
Kaladjinskaïa (en russe : Каладжинская) est une stanitsa du kraï de Krasnodar dans le sud de la fédération de Russie. Elle fait partie du raïon de Labinsk. Sa population s'élevait à 2 211 habitants en 2013.

## Géographie
Kaladjinskaïa se trouve du côté nord du Grand Caucase sur la rive droite de la Laba et au bord du torrent Kaladjinka. Elle est située à 38 km au sud de Labinsk et à 170 km au sud-est de Krasnodar.

## Histoire
Kaladjinskaïa a été fondée par les Cosaques du Kouban en 1861 autour du fort Kaladjinski construit en 1853. Des paysans russes viennent également s'y installer dans la seconde partie du XIXe siècle. Elle était entourée d'une palissade de 5 à 6 mètres de hauteur qui ouvrait par deux portes (fermées pendant la nuit pour se défendre des populations circassiennes) gardées de sentinelles. Quelques maisons commerçantes du XIXe siècle témoignent aujourd'hui de son patrimoine historique. 

## Économie
L'activité économique principale est la transformation de produits agricoles (entreprises Souvarova et Sorbona).